# Bilka, Ovruci
Bilka (în ucraineană Білка) este un sat în comuna Cerevkî din raionul Ovruci, regiunea Jîtomîr, Ucraina.

## Demografie
Componența lingvistică a localității Bilka
     Ucraineană (99,37%)
     Alte limbi (0,63%)
Conform recensământului din 2001, majoritatea populației localității Bilka era vorbitoare de ucraineană (99,37%), existând în minoritate și vorbitori de alte limbi.